# The MathWorks
MathWorksは、アメリカ合衆国に本社を置く、数学的計算ソフトウェアを開発するプライベートカンパニーである。主な製品は、MATLABとSimulink。2014年4月現在、世界の全従業員数が3,000人を超え、そのうち70%の従業員がマサチューセッツ州のNatickにある本社に在籍している。

## 歴史
1984年7月、カリフォルニア州のPortola Valleyにて、ジャック・リトル (創立者及びCEO) 、クリーブ・モラー (主任研究員) とスティーブ・バンガート (非現役) により設立された。 同年、ネバダ州ラスベガスにて開かれたIEEE Conference on Decision and Controlにて、主力製品であるMATLABを公表。翌1985年2月、最初の注文として、マサチューセッツ工科大学 (MIT) にMATLAB　10コピーを500ドルで販売した。1986年、本社をマサチューセッツ州に移し、1996年7月に現在のNatickが本拠地となった。 
2007年、Polyspace Technologies を買収し、2008年リリースのMATLABにPolyspace製品を導入した。2008年、MuPADの開発会社であるSciFace Software GmbH & Co. KGを買収。それまでのMapleエンジンに代わり、新たにMuPadをSymbolic Math Toolboxに導入した。2013年には、LTE Toolbox を開発したSteepest Ascentを買収。2008-2009年、2013年にかけてマサチューセッツ本社メインキャンパスを拡大した。

## 製品とサービス
- MATLAB

- Simulink

- Polyspace

## 企業内容

### 社会奉仕
MathWorks は“ソーシャル・ミッション”と呼ばれる社会奉仕プログラムを推進している。スタッフ・イニシアティブ、教育への投資、地域コミュニティのサポート、グリーン・イニシアティブと災害復旧の5つの分野にて活動を行う。米国環境省(DOE)とゼネラルモーターズ(GM)により発足されたEcoCAR（先進自動車技術を競うコンペティション）など、学生エンジニアが競い合うコンペティションの数々を毎年スポンサー支援している。ボストン科学博物館(1991年以来)やイギリスのケンブリッジ大学科学センターなど、博物館や科学ラーニング・センター等のスポンサー支援も行っている。また、公共放送サービス(PBS)及びナショナル・パブリック・ラジオ(NPR)のプログラムHere and Nowのスポンサーである。MathWorksのウェブサイトでは、2010年に起きたハイチ地震への復旧支援募金も集められた
。

### ロゴ
ロゴは、角（または隅）の固定されているL字形状の薄膜（メンブレン）が波動方程式に従って振動しているときの、第1振動モードを表す。